# آرومبکور
آرومبکور (به فرانسوی: Arrembécourt) یک کمون در فرانسه است که در canton of Chavanges واقع شده‌است. آرومبکور ۷٫۱۲ کیلومتر مربع مساحت دارد ۱۲۵ متر بالاتر از سطح دریا واقع شده‌است.